# Monstera dissecta
Monstera dissecta — вид квіткових рослин роду монстера (Monstera) родини ароїдних (Araceae).

## Поширення
Вид поширений у Центральній та Південній Америці від Белізу до Перу та Бразилії.